# Eciton hamatum
Eciton hamatum é uma espécie de formiga do gênero Eciton.